# MARTA

애틀랜타 MARTA의 노선도

마르타(영어: Metropolitan Atlanta Rapid Transit Authority, MARTA)는 미국 애틀랜타 지역에서 운영하는 대중 교통 시스템으로, 도시 철도 및 이와 연계된 버스 노선 네트워크로 구성되어 있다.